# Грёндаль, Тобиас
Тобиас Грёндаль (норв. Tobias Grøndahl; род. 22 января 2001, Берум) — норвежский гандболист, выступает за гандбольный клуб «ГОГ» и сборную Норвегии по гандболу. Участник летних Олимпийских игр 2024 года.

## Карьера

### Клубная
Тобиас Грёндаль играл в юношеском составе в ГК «Хаслум», где его отец работал тренером. В сезоне 2017/18 годов Тобиас сыграл свой первый матч в первом норвежском дивизионе. В сезоне 2018/19 годов за «Хаслум» сыграл 17 матчей и забил 42 гола.
В 2019 году плеймейкер перешёл в «Эльверум». В этом клубе стал чемпионом Норвегии в 2020, 2021 и 2022 годах. Играл в Лиге чемпионов КВЧ. В сезоне 2021/22 годов Грёндаль некоторое время лидировал в списке лучшим бомбардиром Лиги чемпионов, забив 81 гол.
Летом 2024 года Тобиас перешёл в датский клуб первого дивизиона «ГОГ».

### Международная карьера в сборной
В составе взрослой сборной Норвегии Тобиас Грёндаль дебютировал 5 января 2021 года в матче против Беларуси. Играл в составе сборной Норвегии на чемпионате мира 2023 года.
В августе 2024 года принимал участие в летних Олимпийских играх. Сборная Норвегии уступила в четвертьфинале сборной Словении 28:33 и игроки сборной завершили участие в турнире.